# Udayapur (district)

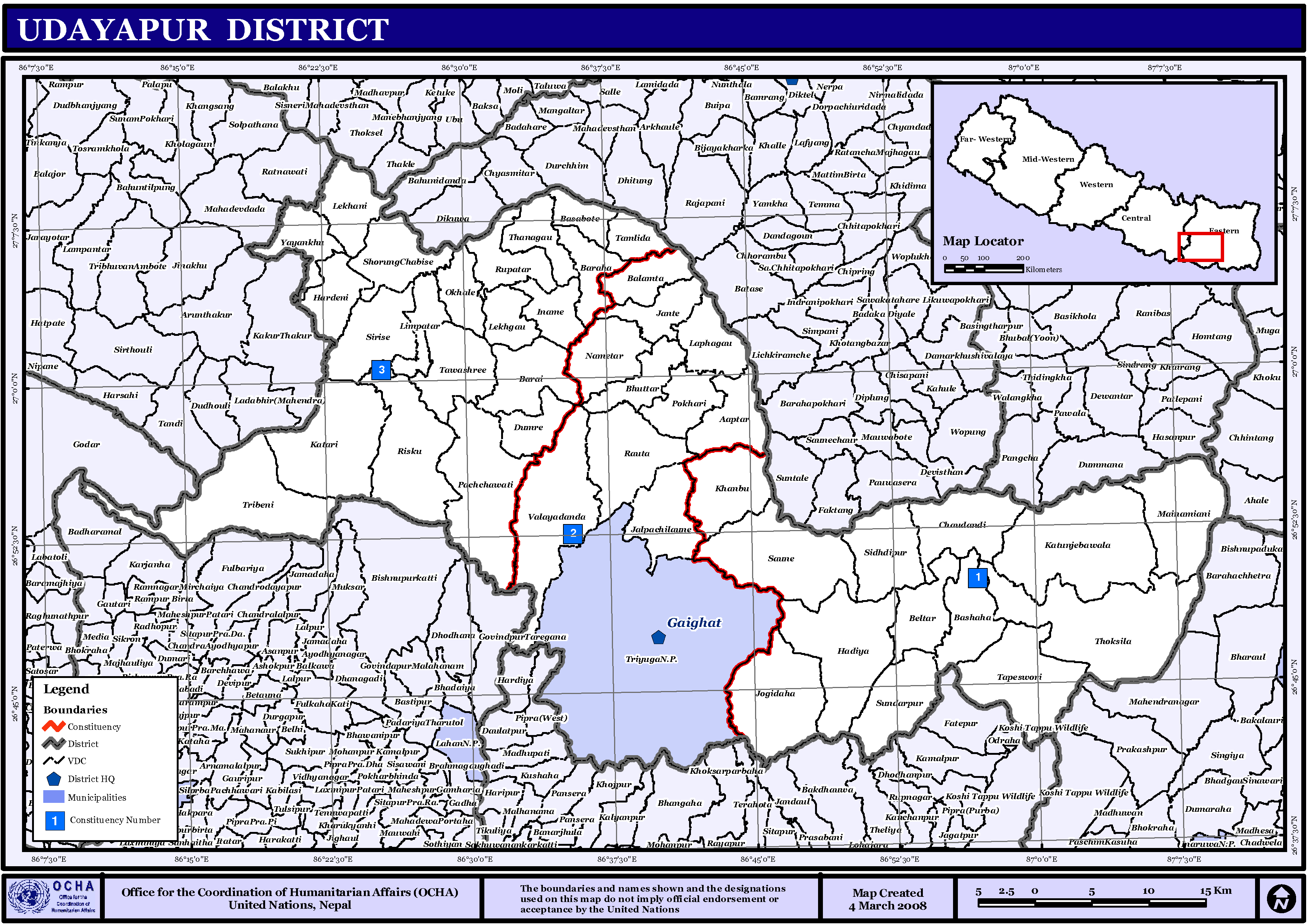
Kaart van Udayapur

Udayapur (Nepalees: उदयपुर) is een van de 75 districten van Nepal. Het district is gelegen in de bestuurlijke zone Sagarmatha en de hoofdstad is Triyuga, vroeger Gaighat genaamd.

## Stedenendorpscommissies[2][3]
- Stad: Nepalees: nagarpalika of N.P.; Engels: municipality;
- Dorpscommissie: Nepalees: panchayat; Engels: village development committee of VDC.

- Steden (1): Triyuga (of: Trijuga, vroeger: Gaighat).
- Dorpscommissies (44): Aaptar (of: Aanptar, of: Amptar), Balamta, Baraha, Barai (of: Barre), Basabote (of: Bansbote), Bashaha (of: Basaha), Beltar, Bhuttar, Chaundandi (of: Chaudandi), Dumre, Hadiya, Hardeni, Iname, Jalpachilaune (of: Jalpa Chilaune), Jante, Jogidaha, Katari, Katunjebawala (of: Katunje Babala), Khanbu, Laphagau (of: Laphagaun), Lekhani, Lekhgau (of: Lekhgaun), Limpatar, Mainamiani (of: Mainamaini), Nametar, Okhale, Pachchawati (of: Panchawati), Pokhari, Rauta, Risku, Rupatar, Saune, Shrung Chabise (of: Shorung Chhabise, of: Sorung (Chhabise)), Sidhdipur (of: Siddhipur), Sirise, Sundarpur, Tamlida (of: Tamlichha), Tapeswori (of: Tapeshwari), Tawashree (of: Tawashri), Thanagau, Thoksila/Rampur (of: Thoksila), Tribeni, Valayadanda (of: Bhalaya Danda), Yayankhu (of: Mayankhu, of: Myankhu).

Achham · 
Arghakhanchi · 
Baglung · 
Baitadi · 
Bajhang · 
Bajura · 
Banke · 
Bara · 
Bardiya · 
Bhaktapur · 
Bhojpur · 
Chitwan · 
Dadeldhura · 
Dailekh · 
Dang · 
Darchula · 
Dhading · 
Dhankuta · 
Dhanusa · 
Dolkha · 
Dolpa · 
Doti · 
Gorkha · 
Gulmi · 
Humla · 
Ilam · 
Jajarkot · 
Jhapa · 
Jumla · 
Kailali · 
Kalikot · 
Kanchanpur · 
Kapilvastu · 
Kaski · 
Kathmandu · 
Kavrepalanchok · 
Khotang · 
Lalitpur · 
Lamjung · 
Mahottari · 
Makwanpur · 
Manang · 
Morang · 
Mugu · 
Mustang · 
Myagdi · 
Nawalparasi · 
Nuwakot · 
Okhaldhunga · 
Palpa · 
Panchthar · 
Parbat · 
Parsa · 
Pyuthan · 
Ramechhap · 
Rasuwa · 
Rautahat · 
Rolpa · 
Rukum · 
Rupandehi · 
Salyan · 
Sankhuwasabha · 
Saptari · 
Sarlahi · 
Sindhuli · 
Sindhulpalchok · 
Siraha · 
Solukhumbu · 
Sunsari · 
Surkhet · 
Syangja · 
Tanahu · 
Taplejung · 
Terhathum · 
Udayapur